# La trasformazione di Philip Jettan
La trasformazione di Philip Jettan (Powder and Patch, "Cipria e merletti") è un romanzo del 1923 della scrittrice inglese Georgette Heyer.

## Trama
Philip Jettan è un giovane gentiluomo di campagna, retto, onesto, affezionato al padre, ma goffo nei modi e trasandato nel vestire. Sia il padre sir Maurice, un tempo assiduo frequentatore dei salotti londinesi e parigini, sia la bella amica d'infanzia Cleone desidererebbero che acquisisse maggiore raffinatezza; piuttosto spietatamente lo "costringono" ad andare a Londra dallo zio Thomas. Philip, offeso dal disprezzo dimostratogli dalle due persone che più ama al mondo, decide di rendere pan per focaccia: parte per Parigi, dove avviene la sua trasformazione da rozzo campagnolo ad affettato damerino, idolo dei salotti parigini, ricercato dalle dame, conteso dall'alta nobiltà. 
L'eco del suo strepitoso successo, distorto dagli inevitabili pettegolezzi e da mezze verità, giunge dopo mesi alle attonite orecchie di sir Maurice e di Cleone, la quale, scoprendo improvvisamente di odiare l'uomo di mondo che ha cospirato a creare, si lancia a sua volta nel vortice mondano, ospite da una zia a Londra.
Come la frivola civetta Cleone e il raffinato gentiluomo Philip riscoprano le loro vere nature ed il loro reciproco amore è narrato in questo piacevole romanzo di Georgette Heyer.

## Edizioni
- Georgette Heyer, La trasformazione di Philip Jettan, Sperling & Kupfer, ISBN 978-88-7339-141-8.